# Ирако-турецкие отношения
Ирако-турецкие отношения — двусторонние дипломатические отношения между Ираком и Турцией. Протяжённость государственной границы между странами составляет 367 км.

## История
С 1534 года и до окончания Первой мировой войны Ирак являлся частью Османской империи. После распада этого государства турецкие лидеры сознательно избегали участия в различных ближневосточных конфликтах. 
В 1980-х годах Ирак поддерживал тесные отношения с Турцией, так как эта страна служила важным пунктом транспортировки иракской нефти и являлась крупным поставщиком товаров в Ирак. Нефть поставлялась из северных нефтяных месторождений Ирака в Турцию, а затем до Средиземного моря. Иракские грузовики, перевозящие различные европейские промышленные товары, использовали турецкие автомагистрали для доставки импорта в Ирак. Турция поставляла Ираку стрелковое оружие, продукты питания и текстильные изделия. Кроме того, эти страны сотрудничали в пресечении деятельности курдских партизан в своей общей пограничной зоне.
В 1990-х годах президент Турции Тургут Озал осудил вторжение Ирака в Кувейт и встал на сторону возглавляемой Соединёнными Штатами Америки коалиции, которая готовилась объявить войну Ираку. Турция присоединилась к экономическим санкциям ООН против Ирака и Тургут Озал распорядился закрыть два трубопровода, используемых для транспортировки иракской нефти через Турцию к портам Средиземного моря. Турция официально не присоединилась к военной коалиции, воевавшей против Ирака, но разместила около 150 тыс. военнослужащих вдоль общей границы, что Багдад воспринял как угрозу вторжения и перебросил эквивалентное число военных из Кувейта на север страны. Кроме того, Турция разрешила военно-воздушным силам США использовать военную авиабазу в Инджирлике для нанесения ударов по Ираку. Вероятным мотивом для поддержки Турцией военной операции коалиционных войск в Ираке было стремление укрепить союзнические отношения с Соединёнными Штатами и другими странами НАТО (Турция — член НАТО с 1952 год) после окончания Холодной войны.
Главным последствием Войны в Персидском заливе для Турции стало международное внимание к решению курдского вопроса: в конце февраля 1991 года Ирак потерпел поражение в войне и курдское меньшинство на севере страны подняло восстание против правительства Саддама Хусейна. Вооружённые силы Ирака подавили восстание в течение трёх недель, что привело к исходу почти всего курдского населения северного Ирака в сторону иранской и турецкой границ. Турция не смогла справиться с потоком беженцев, закрыв свои границы в апреле 1991 года после того, как более 400 тыс. курдов осели в провинциях Хаккяри и Мардин. Турецкие солдаты не позволили пересечь границу с Турцией ещё около 500 тыс. курдским беженцам, вынудив их остаться во временных лагерях. Около 1 миллиона курдов бежали в Иран. Гуманитарный кризис и окружающая его международная огласка создали серьёзную проблему для Турции, которая не хотела принимать сотни тысяч курдских беженцев. Кроме того, Турция выступала против создания постоянных лагерей для беженцев, полагая, что такие лагеря станут местом роста воинствующего национализма, как это произошло в лагерях палестинских беженцев, созданных во время Арабо-израильской войны 40-х годов, последовавшей за созданием Израиля в 1948 году. 

В мае 1992 года в Эрбиле было провозглашено создание автономного курдского правительства. Турция после долгих колебаний начала сотрудничать с этим автономным правительством, но при этом признавала нерушимость государственных границ Ирака.
Ирак имеет традиционно непростые отношения с Турцией из-за построенных турками дамб, понижающих уровень воды в реках в Ираке, а также из-за постоянных турецких вторжений на север страны для борьбы с курдской Рабочей партией Курдистана (в Анкаре просят Багдад признать РПК террористической организацией). Так, в период с 2007 по 2008 год вооружённые силы Турции проводили на территории северного Ирака военные операции, направленные против РПК. 29 февраля 2008 Турция объявила о завершении наземной операции на территории Ирака, в ходе боевых действий погибли 27 турецких военнослужащих и 240 курдских боевиков (по данным турецких военных). Турция допускает возможность вновь направить свои войска на север Ирака если такая необходимость возникнет.
Ирак требует от Турции компенсацию в 1,5 миллиардов долларов за контрабанду нефти из курдской автономии, по решению Международного арбитражного суда. Турция отказывается и Ирак ввёл запрет на экспорт нефти в Турцию, как минимум до октября 2023 г., из-за этого решения Багдада турецкий президент Эрдоган отменил свой визит в арабскую республику

## Торговля
В 2016 году Ирак стал третьим по величине торговым партнёром Турции, товарооборот составил сумму 7,64 млрд долларов США. Турецкие строительные компании играют важную роль в восстановлении инфраструктуры Ирака. Турция является транзитной страной для доставки иракской нефти и газа на международные рынки.